# كوبا ليبرتادوريس 1982
كأس ليبرتادوريس 1982 (بالإسبانية: 1982 Copa Libertadores) هو موسم من كأس ليبرتادوريس. وحتى 30 نوفمبر 1982، وبمشاركة  21 فريقاً، وفاز فيه بنيارول.

## النهائي
وصل النهائي نادي بينارول الأوروغوياني وكوبريلوا التشيلي. أقيمت مباراة الذهاب في 26 نوفمبر على ملعب سينتيناريو مع مباراة الإياب التي أقيمت يوم 30 نوفمبر على ملعب ناسيونال في سانتياغو .فاز بينارول 1-0 في مجموع المباراتين، محققًا الكأس للمرة الرابعة.